# Устинівська селищна територіальна громада
Устинівська селищна громада — територіальна громада в Україні, в Кропивницькому районі Кіровоградської області. Адміністративний центр — селище Устинівка.
Площа громади — 940,2 км², населення — 12 311 мешканців (2020).

## Населені пункти
У складі громади 1 селище (Устинівка) та 35 сіл:
- Березівка
- Березуватка
- Брусівка
- Ганно-Леонтовичеве
- Ганно-Требинівка
- Докучаєве
- Завтурове
- Інгульське
- Козлівське
- Костянтинівка
- Криничне
- Криничуватка
- Лебедине
- Любовичка
- Мала Ганнівка
- Мальчевське
- Мар'янівка
- Медвежа Балка
- Медове
- Нариманівка
- Новоігорівка
- Новокиївка
- Новоустинівка
- Новочигиринка
- Олександрівка
- Орлова Балка
- Переможне
- Садки
- Седнівка
- Селіванове
- Сонцеве
- Степанівка
- Степове
- Тирлова Балка
- Третє